# SDCBP2
SDCBP2 (англ. Syndecan binding protein 2) – білок, який кодується однойменним геном, розташованим у людей на короткому плечі 20-ї хромосоми. Довжина поліпептидного ланцюга білка становить 292 амінокислот, а молекулярна маса — 31 594.
| 10         |  | 20         |  | 30         |  | 40         |  | 50         |
| ---------- |  | ---------- |  | ---------- |  | ---------- |  | ---------- |
| MSSLYPSLED |  | LKVDQAIQAQ |  | VRASPKMPAL |  | PVQATAISPP |  | PVLYPNLAEL |
| ENYMGLSLSS |  | QEVQESLLQI |  | PEGDSTAVSG |  | PGPGQMVAPV |  | TGYSLGVRRA |
| EIKPGVREIH |  | LCKDERGKTG |  | LRLRKVDQGL |  | FVQLVQANTP |  | ASLVGLRFGD |
| QLLQIDGRDC |  | AGWSSHKAHQ |  | VVKKASGDKI |  | VVVVRDRPFQ |  | RTVTMHKDSM |
| GHVGFVIKKG |  | KIVSLVKGSS |  | AARNGLLTNH |  | YVCEVDGQNV |  | IGLKDKKIME |
| ILATAGNVVT |  | LTIIPSVIYE |  | HMVKKLPPVL |  | LHHTMDHSIP |  | DA         |

A: Аланін

C: Цистеїн

D: Аспарагінова кислота

E: Глутамінова кислота

F: Фенілаланін

G: Гліцин

H: Гістидин

I: Ізолейцин

K: Лізин

L: Лейцин

M: Метіонін

N: Аспарагін

P: Пролін

Q: Глутамін

R: Аргінін

S: Серин

T: Треонін

V: Валін

W: Триптофан

Задіяний у такому біологічному процесі, як альтернативний сплайсинг. 